# OpenAI o3
OpenAI o3 — це генеративна попередньо навчена трансформерна модель (GPT), розроблена OpenAI як наступник OpenAI o1. Вона призначена для того, щоб приділяти додатковий час обмірковування при відповідях на питання, що вимагають покрокового логічного міркування. Повна версія була випущена для користувачів ChatGPT 31 січня 2025.

## Історія
Модель OpenAI o3 була анонсована 20 грудня 2024, при цьому позначення «o3» було обрано для уникнення конфлікту з товарним знаком мобільного оператора O2. Модель доступна у двох версіях: o3 та o3-mini. OpenAI запросила дослідників у галузі безпеки та захисту для подання заявок на ранній доступ до цих моделей до 10 січня 2025 року. 31 січня 2025 року OpenAI випустила o3-mini для всіх користувачів ChatGPT (включаючи безкоштовний тариф) та користувачів API. Також була випущена потужніша модель — o3-mini-high.

## Можливості
Для навчання o3 перед генерацією відповідей використовувалося навчання з підкріпленням, при цьому застосовувався підхід, який OpenAI називає «приватним ланцюжком міркувань». Цей метод дозволяє моделі планувати наперед і послідовно обробляти завдання, виконуючи серію проміжних етапів міркування для допомоги у вирішенні проблеми, що потребує додаткових обчислювальних ресурсів та збільшує затримку відповідей.
Модель o3 демонструє значно кращі результати порівняно з o1 під час виконання складних завдань, включаючи програмування, математику та науки. OpenAI повідомила, що o3 набрала 87,7 % тесту GPQA Diamond, який включає питання з науки експертного рівня, недоступні у відкритому доступі.

## Оцінки
На SWE-bench Verified — бенчмарку з програмної інженерії, що оцінює здатність вирішувати реальні проблеми з GitHub, o3 набрала 71,7 %, тоді як o1 — 48,9 %. На платформі Codeforces o3 набрала 2727 балів за рейтингом Ело, тоді як o1 — 1891 бал.
На бенчмарку Abstraction and Reasoning Corpus for Artificial General Intelligence (ARC-AGI), що оцінює здатність ШІ вирішувати нові, складні завдання з логіки та освоєння навичок, точність o3 виявилася втричі вищою, ніж у o1.